# Me & U
Me & U é um single da cantora de R&B norte-americana Cassie. Foi composto e produzido por Ryan Leslie e está no primeiro álbum de estúdio de Cassie, com o mesmo nome, Cassie (2006).
O single recebeu o certificado de platina pela RIAA em 14 de dezembro de 2006 e conseguiu 2,5 milhões de pontos no United World Chart em 2006. A canção foi um sucesso mundialmente e foi cantada ao vivo por Cassie em programas como Black Entertainment Television, 106 & park, Total Request Live e Hit Machine.

## Videoclipe
O clipe começa com Cassie com seu telefone celular na mão cantando o refrão da música. Ela liga o rádio e começa dançar e, enquanto dança, troca sua roupa, de uma blusa de touca, uma calça e tênis para um vestido preto e sapatos de salto alto. O vídeo foi dirigido pelo diretor norueguês Ray Kay.

## Desempenho nas paradas
| Tops (2006)                                        | Melhor Posição |
| -------------------------------------------------- | -------------- |
| Estados Unidos - Billboard Hot 100                 | 3              |
| Estados Unidos - Billboard Hot 100 Airplay         | 1 (7)          |
| Estados Unidos - Billboard Pop 100                 | 1 (2)          |
| Estados Unidos - Billboard Hot R&B/Hip-Hop Singles | 1 (4)          |
| Alemanha                                           | 1              |
| Austrália                                          | 1              |
| Canadá                                             | 1              |
| União Europeia Europa                              | 1              |
| França - R&B Top 15                                | 1              |
| França - Singles Chart                             | 8              |
| Países Baixos                                      | 3              |
| Irlanda                                            | 2              |
| Nova Zelândia                                      | 2              |
| Polónia                                            | 1              |
| Portugal                                           | 1              |
| Suécia                                             | 2              |
| Reino Unido - UK Singles Chart                     | 2              |
| Reino Unido - UK Official Download Chart           | 1              |
| United World Chart                                 | 1 (2)          |